# Лищенко Василь Вікторович
Василь Вікторович Лищенко — український військовик, підполковник.

## Нагороди
- Орден Данила Галицького (4.08.2017)[1]